# Orogen
Orogen je naziv za ulančano gorje nastalo endogenim procesima boranja (tj. procesima u unutrašnjosti Zemlje), a to su boranje, navlačenje, rasjedanje tektonskih ploča, zatim vulkanizam i konačno izdizanje dijelova Zemljine kore.

## Poveznice
- Alpska orogeneza